# Read
No sequenciamento de DNA, uma read é uma sequência inferida de pares de bases (ou probabilidades de pares de bases) correspondentes a todo ou parte de um único fragmento de DNA. Um experimento de sequenciamento típico envolve a fragmentação do genoma em milhões de moléculas, que são selecionadas por tamanho e ligadas a adaptadores. O conjunto de fragmentos é denominado biblioteca de sequenciamento, que é sequenciado para produzir um conjunto de reads.

## Tamanho dereads
As tecnologias de sequenciamento variam no tamanho das reads produzidas. Reads de tamanho entre 20-40 pares de bases (pb) são chamadas de ultracurtas. Sequenciadores típicos produzem tamanho de reads na faixa de 100-500 pb. No entanto, as plataformas da Pacific Biosciences produzem reads de aproximadamente 1500 bp. O tamanho da read é um fator que pode afetar os resultados dos estudos biológicos. Por exemplo, reads mais longas melhoram a resolução da montagem do genoma de novo e a detecção de variantes estruturais. Estima-se que reads com tamanho superior a 100 quilobases (kb) serão necessários para a montagem de novo do genoma humano. Os pipelines de bioinformática para analisar dados de sequenciamento geralmente levam em consideração o tamanho das reads.